# Yu Ying
Yu Ying (于瑛S, Yú YīngP; Weihai, 16 ottobre 1976) è un'ex cestista cinese.

## Carriera
Con la Cina ha disputato i Campionati mondiali del 1998.